# Czéh László (labdarúgó)
Czéh László (Kecskemét, 1968. február 1. –) válogatott labdarúgó, középpályás. Jelenleg a Kecskeméti TE klubigazgatója.

## Pályafutása

### A válogatottban
1992-ben két alkalommal szerepelt a válogatottban.

## Sikerei, díjai
- Magyar bajnokság
  - bajnok: 1994–95
  - 3.: 1990–91
- Magyar kupa
  - győztes: 1990, 1995
- Magyar szuperkupa
  - győztes: 1994, 1995

- az FTC örökös bajnoka

## Statisztika

### Mérkőzései a válogatottban
| Magyarország | Magyarország      | Magyarország | Magyarország | Magyarország | Magyarország | Magyarország | Magyarország | Magyarország |
| #            | Dátum             | Helyszín     | Hazai        | Eredmény     | Vendég       | Kiírás       | Gólok        | Esemény      |
| ------------ | ----------------- | ------------ | ------------ | ------------ | ------------ | ------------ | ------------ | ------------ |
| 1.           | 1992. október 11. | Doha         | Katar        | 1 – 4        | Magyarország | barátságos   | -            | 81'          |
| 2.           | 1992. október 13. | Doha         | Katar        | 1 – 1        | Magyarország | barátságos   | -            |              |
|              | Összesen          |              |              | 2            | mérkőzés     |              | 0            | gól          |